# Gens Canínia
La Gens Canínia era una família plebea romana que apareix al segle ii aC.
El primer membre important de la gens va ser Gai Canini Rèbil, pretor l'any 171 aC (la primera magistratura curul d'un membre de la família), però el primer cònsol va ser Gai Cannini Rèbil que va substituir a un cònsol difunt l'any 45 aC per designació de Juli Cèsar. Els cognoms familiars eren Gallus i Rebilus i apareix també el renom Satirius. Es fa referència a un Canini Sal·lusti que hauria estat adoptat per algun membre d'aquesta família.